# Francisco J. San Román

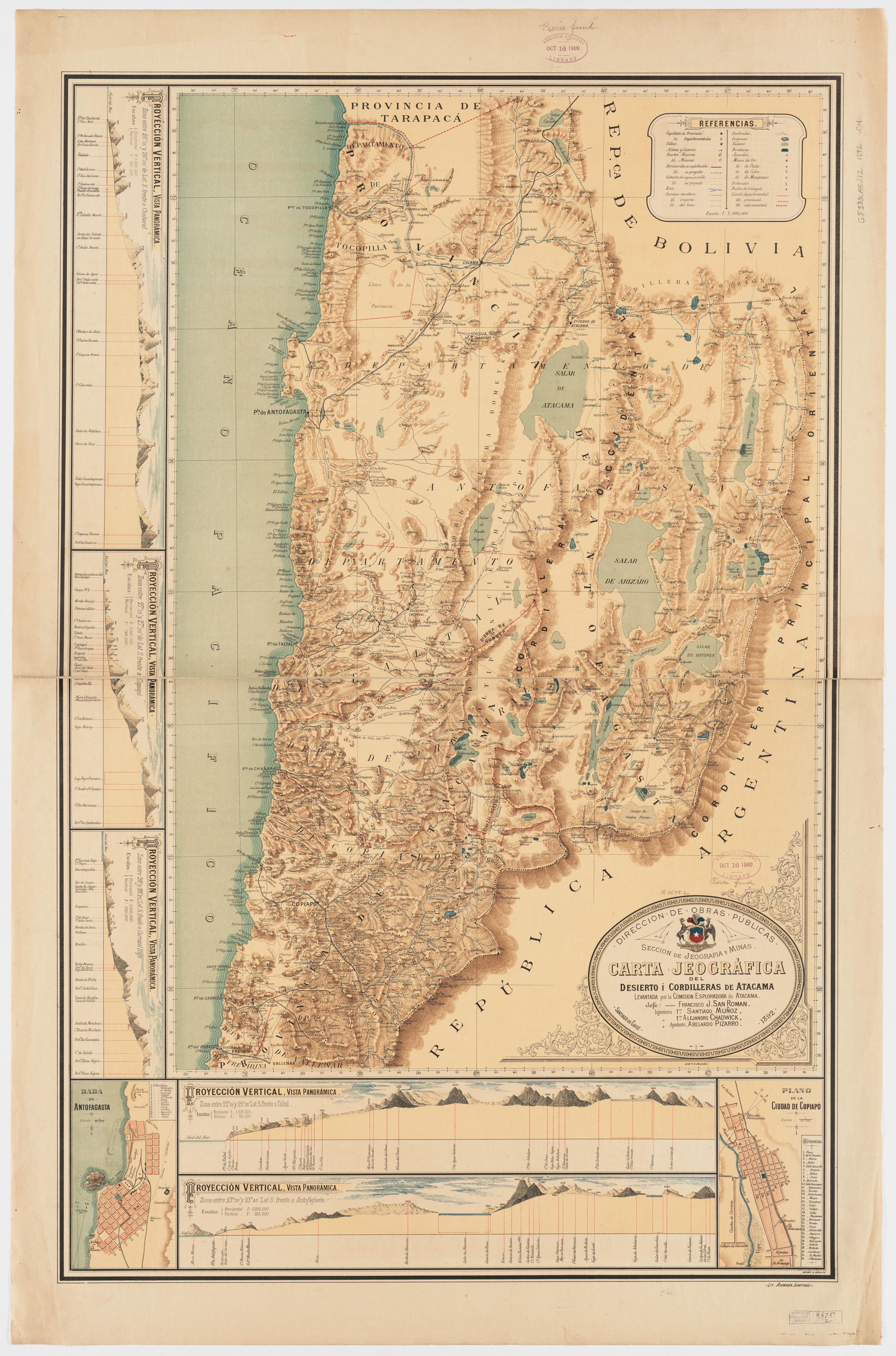
Carta Jeografica del Desierto i Cordilleras de Atacama de Francisco J. San Román en 1892

Francisco Javier San Román San Román, (n. Copiapó, c. 1838-Santiago de Chile, 1902) explorador, ingeniero en minas, y topógrafo chileno. Exploró y realizó la topografía del Desierto de Atacama, participando en ocho campañas financiadas por el estado chileno desde 1883 hasta 1887 y luego continuó por su cuenta explorando y buscando vetas mineras. En 1890 trazó la publicó la primera carta topográfica del desierto y cordilleras de Atacama. Delegado de Chile ante el V Congreso Internacional de Geología que se realizó en Washington en 1890.

## Biografía
Nació la zona minera meridional del Desierto de Atacama, en la ciudad de Copiapó en 1837 en pleno auge de la minería de la Plata de Chañarcillo, poblado cercano. Sus padres fueron Francisco San Román y Navarro y Presentación San Román, emigrantes argentinos. Su padre fue gobernador de la Provincia de San Juan que debió emigrar a Chile por la dictadura de Rozas. Más tarde San Román llegó a ser cónsul de Argentina en Copiapó.
Francisco Javier San Román, pudo estudiar en los nuevos colegios mineros creados por Domeyko en la zona destacándose como alumno y graduándose de Ingeniero en Mina. Tal como muchos cateadores jóvenes de la época se internaba en el desierto buscando minerales para reclamar y hacer una fortuna, sin embargo tras su fracaso parte a vivir en Buenos Aires, Argentina. Durante la Guerra del Pacífico el país necesitó exploradores del desierto y posteriormente a esta, en 1883, el Estado necesitaba incorporar las regiones recién adquiridas en el conflicto, por lo que el presidente Federico Santa María lo nombró ingeniero jefe y puso a San Román a la cabeza de una Comisión Exploradora formada por Alejandro Chadwick (geógrafo), Lorenzo Sundt (geólogo noruego) y Ángel Lynch (teniente de marina chilena).
Francisco San Román fue el primer ingeniero chileno que tuviera a cargo una comisión de esta envergadura, similar a la que tuvo Rodolfo Amando Philippi en 1853 y Pedro José Amadeo Pissis en 1857.
La expedición partió de la ciudad de Copiapó el año 1884 y se prolongó durante tres años y finalizó en el sector del Tatio, en este período se realizaron ocho exploraciones a los territorios del Desierto, la cordillera costera, la Cordillera de los Andes, la Puna de Atacama y el altiplano. El producto de estas exploraciones fue la publicación en 1890 del primer mapa del Desierto de Atacama.
En 1898 presidió la Comisión que proyectó el Ferrocarril de Copiapó a Tarapacá.
Tras una gira a Estados Unidos y Europa en 1891 encomendada por el gobierno del presidente José Manuel Balmaceda regresa a Chile en el año 1892 y es separado de su cargo por el gobierno revolucionario de Jorge Montt que había derrocado al Presidente Balmaceda. Tras este episodio decide retirarse a la ciudad de Copiapó donde se desempeñó en la industria minera.
Tras aportar sus conocimientos en el trazado del ferrocarril Longitudinal Norte en 1900, Francisco San Román falleció en la ciudad de Santiago de Chile en 1902.

## Obras y aportes

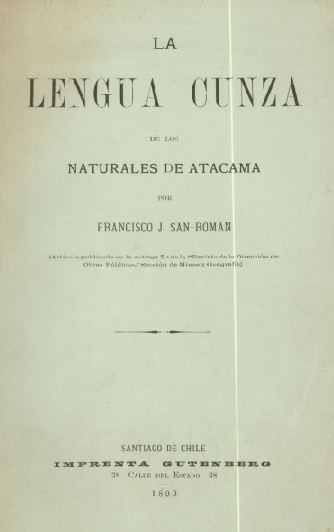
Lengua Cunza, trabajo de Francisco San Román de 1890

El año 1896 vio la luz su publicación "El Desierto y la Cordillera de Atacama", obra compuesta de dos volúmenes y constituyendo el trabajo más completo de la región del desierto de Atacama y de los nuevos territorios anexados tras la Guerra del Pacífico.
Otro de sus trabajos fue un folleto llamado "La lengua cunza de los naturales de Atacama" en 1890, un intento de San Román por rescatar la lengua de los pueblos originarios del Río Loa y el Salar de Atacama.
San Román fue un enamorado del Desierto de Atacama, aquí una pequeña muestra de sus extraordinarias dotes de escritor mientras realizaba sus investigaciones en San Pedro de Atacama:

Un ejército de gigantes con pies de granito, cuerpo de escorias y vientre de fuego; nevadas y humeantes las cabezas enfiladas en interminables líneas de batalla, destacados en toda su corpulencia y envuelto en colosal y sublime grandeza y hermosura que quizás ningún otro sitio de la tierra lo ofrezca semejante. Al dejar a San Pedro de Atacama y desaparecer entre sus ondulaciones y sus profundas quebradas, nadie se despide sin detenerse a contemplar con una última mirada el panorama verde del bosque atacameño sobre el fondo rojo de las arcillas ferruginosas; el serpenteo de su rio turbio y salado que se agota fertilizando tierras; el salar inmenso de devuelve al espacio es deslumbrantes reflejos toda la luz del sol; las manchas y sombras oscuras, cenicientas, azuladas y rojizas que se alternan sobre la vasta base de deyecciones volcánicas en donde se alinean los colosos andinos.
Francisco J. San Román

En el año 1891 mientras era funcionario de la Dirección de Obras Públicas fue designado por le Presidente José Manuel Balmaceda para representar a Chile en el Congreso Internacional de Geología que se desarrollaba en Estados Unidos. Seguidamente fue comisionado a representar a Chile en la ciudad de Berna en Suiza en la Exposición Universal de geografía.
En el año 1900 fue nombrado ingeniero jefe para el trazado del ferrocarril Longitudinal Norte, que atravesaría el Desierto de Atacama y uniría a Copiapó con la provincia de Tarapacá.